# ウチリック空港
ウチリック空港（英語: Utirik Airport）は、マーシャル諸島ウチリック環礁のウチリック島にある空港である。
また、平均海面からは1.2mの高さにある。

## 歴史
第二次世界大戦終結後に建設された。

## 就航路線
| 航空会社           | 目的地           |
| ------------------ | ---------------- |
| マーシャル諸島航空 | マジュロ、カベン |